# 90er
Portal Geschichte | Portal Biografien | Aktuelle Ereignisse | Jahreskalender | Tagesartikel

◄ |
1. Jh. v. Chr. |
1. Jahrhundert
| 2. Jh. | ►

◄ |
60er |
70er |
80er |
90er
| 100er | 110er | 120er | ►

90 |
91 |
92 |
93 |
94 |
95 |
96 |
97 |
98 |
99

## Ereignisse

### Römisches Reich
- 94: Domitian erlässt ein Dekret, das alle Philosophen aus Rom verbannt.
- 97: Kaiser Nerva adoptiert Trajan, setzt ihn als Statthalter in Obergermanien ein und macht ihn zu seinem Nachfolger.
- 98: Tacitus schreibt die Germania.

### Kaiserreich China
- 91: Die Chinesen besiegen die Xiongnu in der Mongolei.

### Religion
- Die Offenbarung des Johannes entsteht.